# Marco Fabián
Marco Jhonfai Fabián de la Mora (Guadalajara, 21 luglio 1989) è un calciatore messicano di ruolo centrocampista, attualmente svincolato.

## Caratteristiche tecniche
Durante la gioventù è stato considerato uno dei talenti più puri del Messico, è un trequartista molto offensivo, tanto che viene impiegato anche per i ruoli più avanzati di ala destra e ala sinistra. Calcia bene di prima intenzioni, inoltre nel tiro si avvale sia del destro che del sinistro, sa calciare con potenza, inoltre la sua precisione gli consente di segnare tirando pure da fuori area. Riesce a cavarsela egregiamente anche con i rigori.

## Carriera

### Club

#### Giovanili e debutto con il Chivas e poi UAG

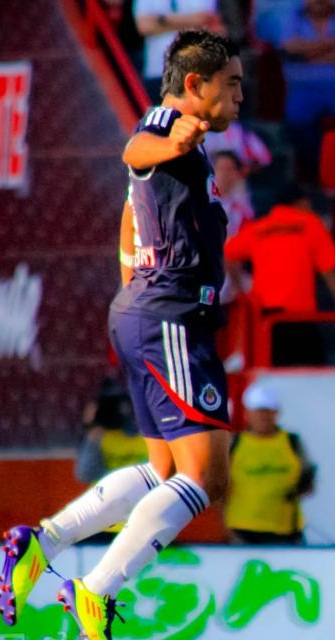
Marco Fabián con la maglia del Chivas

Marco Fabián inizia la sua carriera da calciatore nel 1997, anno in cui viene acquistato dal Chivas de Guadalajara dove, in dieci stagioni, compie tutta la trafila delle giovanili fino al suo debutto in prima squadra: il 3 febbraio 2008 esordisce nella Primera División de México in occasione della partita con l'Atlético Morelia. Alla sua prima apparizione nella Coppa Libertadores, con la maglia del Chivas, durante il math con il Cúcuta Deportivo rimedia la sua prima espulsione in carriera da calciatore professionista. Ottiene, a suo malgrado, la prima ammonizione in carriera il 2 agosto in occasione della partita di campionato con l'Estudiantes Tecos.
Ad agosto di quell'anno, viene spedito in prestito all'Estudiantes Tecos dove debutta ufficialmente il 14 agosto durante la partita giocata con il Deportivo Sinaloa.

#### Il ritorno al Chivas
Dopo aver collezionato tre presenze e nessuna rete segnata con l'Estudiantes Tecos, Marco Fabián ritorna a giocare con la squadra dov'è cresciuto calcisticamente. Il 14 novembre 2010 realizza la sua prima doppietta, in carriera, durante il turno di campionato con il Monterrey. Il 13 ottobre 2011 segna la prima tripletta della sua carriera professionistica, durante il match di campionato con la sua ex squadra, l'Estudiantes Tecos.

#### Cruz Azul
Il 12 dicembre firma con il Cruz Azul un contratto di un anno sotto forma di prestito con diritto di riscatto a favore della squadra dei Cementeros.

#### Eintracht Francoforte e Philadelphia Union
Passato all'Eintracht Francoforte, segna un gol al Bayern Monaco del definitivo 2-2 con la spalla deviando un tiro errato di un compagno interviene con una deviazione vincente. Segna la rete del 2-1 battendo il Bayer Leverkusen, sigla una doppietta sconfiggendo per 3-1 l'Augusta. Nella sua ultima stagione con l'Eintracht Francoforte per la maggior parte delle partite non è sceso in campo per via di un infortunio. Si trasferisce poi negli Stati Uniti giocando con il Philadelphia Union: segna un gol contro il Cincinnati e il Chicago Fire vincendo entrambe le partite per 2-0, sigla la rete del 4-3 battendo i New York Red Bulls, inoltre è autore di una doppietta nella vittoria per 5-1 contro il D.C. United.

#### Al-Sadd e Juárez
Nel 2020 ha giocato in Qatar con la squadra dell'Al-Sadd, ha preso parte a sole tre partite, il suo unico gol lo segna nel pareggio per 2-2 contro l'Umm-Salal. Successivamente fa ritorno in Messico e per il resto della stagione gioca con il Juárez.

#### Mazatlán e UE Santa Coloma
Dal 2022 entra a far parte della squadra del Mazatlán, esperienza nella quale segna solo due reti, la prima nella vittoria per 2-1 contro il Puebla e la seconda nella sconfitta per 3-2 contro il Pachuca. In seguito gioca con la squadra dell'UE Santa Coloma in Andorra nella prima divisione, disputando solo tre partite.

#### Rànger's
Milita, a partire dal 2024, nella seconda divisione con il club del Rànger's, segna il suo primo gol nella vittoria per 12-0 contro l'Atlètic Escaldes, riesce a segnare un'altra rete nel successo per 15-0 contro il FC Santa Coloma.

### Nazionale
Nel 2012 gioca con la Nazionale Under-23 nel Torneo di Tolone, riuscendo a vincerlo, segna una tripletta contro il Marocco vincendo per 4-3, con una doppietta permette alla squadra di battere in rimonta per 2-1 la Bielorussia ricevendo inoltre la sua prima ammonione in una partita in nazionale, inoltre sigla il gol del 4-2 sconfiggendo i Paesi Bassi.
Durante le qualificazioni per olimpiadi Londra 2012 segna una rete battendo per 3-1 l'Honduras, inoltre apre le marcature sconfiggendo per 3-1 il Canada, tra l'altro in occasione della partita contro i pari età del Trinidad e Tobago, dove realizza una tripletta in nazionale vincendo per 7-1.Alle Olimpiadi segna un gol nella semifinale vinta per 3-1 contro il Giappone, infine il Messico vince la medaglia d'oro, Oribe Peralta segna una doppietta, il suo secondo gol lo insacca per merito del calcio di punizione battuto da Fabián, il Messico si impone così per 2-1 contro il Brasile.
Nel 2012 gioca tutti i 90 minuti regolamentari dell'amichevole giocata il 26 gennaio, a Houston, contro il Venezuela in una vittoria per 3-1, debuttando così in nazionale, il primo gol del Messico durante il match viene segnato da Carlos Salcido si assist di Fabián. Il 31 gennaio 2013 segna la sua prima rete con la nazionale del Messico in un'amichevole finite in pareggio per 1-1 contro la Danimarca
Partecipa alla Gold Cup, con un rigore segna la rete del 2-0 battendo il Canada, è inoltre autore di un gol nella vittoria per 3-1 contro Martinica. Il 24 marzo 2018 segna il suo ultimo gol per il Messico in un'amichevole vinta per 3-0 contro l'Islanda, l'11 settembre 2019 gioca la sua ultima partita in nazionale perdendo in amichevole contro l'Argentina per 4-0.

## Statistiche

### Cronologia presenze e reti in nazionale
| Cronologia completa delle presenze e delle reti in nazionale ― Messico | Cronologia completa delle presenze e delle reti in nazionale ― Messico | Cronologia completa delle presenze e delle reti in nazionale ― Messico | Cronologia completa delle presenze e delle reti in nazionale ― Messico | Cronologia completa delle presenze e delle reti in nazionale ― Messico | Cronologia completa delle presenze e delle reti in nazionale ― Messico | Cronologia completa delle presenze e delle reti in nazionale ― Messico | Cronologia completa delle presenze e delle reti in nazionale ― Messico |
| Data                                                                   | Città                                                                  | In casa                                                                | Risultato                                                              | Ospiti                                                                 | Competizione                                                           | Reti                                                                   | Note                                                                   |
| ---------------------------------------------------------------------- | ---------------------------------------------------------------------- | ---------------------------------------------------------------------- | ---------------------------------------------------------------------- | ---------------------------------------------------------------------- | ---------------------------------------------------------------------- | ---------------------------------------------------------------------- | ---------------------------------------------------------------------- |
| 26-1-2012                                                              | Houston                                                                | Messico                                                                | 3 – 1                                                                  | Venezuela                                                              | Amichevole                                                             | -                                                                      |                                                                        |
| 7-9-2012                                                               | San José                                                               | Costa Rica                                                             | 0 – 2                                                                  | Messico                                                                | Qual. Mondiali 2014                                                    | -                                                                      | 76’                                                                    |
| 11-9-2012                                                              | Città del Messico                                                      | Messico                                                                | 1 – 0                                                                  | Costa Rica                                                             | Qual. Mondiali 2014                                                    | -                                                                      | 61’                                                                    |
| 31-1-2013                                                              | Glendale                                                               | Messico                                                                | 1 – 1                                                                  | Danimarca                                                              | Amichevole                                                             | 1                                                                      | 46’                                                                    |
| 6-2-2013                                                               | Città del Messico                                                      | Messico                                                                | 0 – 0                                                                  | Giamaica                                                               | Qual. Mondiali 2014                                                    | -                                                                      | 78’                                                                    |
| 7-7-2013                                                               | Pasadena                                                               | Panama                                                                 | 2 – 1                                                                  | Messico                                                                | Gold Cup 2013 - 1º turno                                               | 1                                                                      |                                                                        |
| 11-7-2013                                                              | Seattle                                                                | Messico                                                                | 2 – 0                                                                  | Canada                                                                 | Gold Cup 2013 - 1º turno                                               | 1                                                                      | 77’                                                                    |
| 14-7-2013                                                              | Denver                                                                 | Martinica                                                              | 1 – 3                                                                  | Messico                                                                | Gold Cup 2013 - 1º turno                                               | 1                                                                      | 88’                                                                    |
| 20-7-2013                                                              | Atlanta                                                                | Messico                                                                | 1 – 0                                                                  | Trinidad e Tobago                                                      | Gold Cup 2013 - Quarti di finale                                       | -                                                                      |                                                                        |
| 24-7-2013                                                              | Arlington                                                              | Panama                                                                 | 2 – 1                                                                  | Messico                                                                | Gold Cup 2013 - Semifinale                                             | -                                                                      |                                                                        |
| 15-8-2013                                                              | New York                                                               | Messico                                                                | 4 – 1                                                                  | Costa d'Avorio                                                         | Amichevole                                                             | -                                                                      | 76’                                                                    |
| 2-4-2014                                                               | Glendale                                                               | Stati Uniti                                                            | 2 – 2                                                                  | Messico                                                                | Amichevole                                                             | -                                                                      |                                                                        |
| 28-5-2014                                                              | Città del Messico                                                      | Messico                                                                | 3 – 0                                                                  | Israele                                                                | Amichevole                                                             | 1                                                                      |                                                                        |
| 31-5-2014                                                              | Arlington                                                              | Messico                                                                | 3 – 1                                                                  | Ecuador                                                                | Amichevole                                                             | 1                                                                      | 41’                                                                    |
| 3-6-2014                                                               | Chicago                                                                | Messico                                                                | 0 – 1                                                                  | Bosnia ed Erzegovina                                                   | Amichevole                                                             | -                                                                      | 81’                                                                    |
| 6-6-2014                                                               | Foxborough                                                             | Messico                                                                | 0 – 1                                                                  | Portogallo                                                             | Amichevole                                                             | -                                                                      | 77’                                                                    |
| 13-6-2014                                                              | Natal                                                                  | Messico                                                                | 1 – 0                                                                  | Camerun                                                                | Mondiali 2014 - 1º turno                                               | -                                                                      | 69’                                                                    |
| 17-6-2014                                                              | Fortaleza                                                              | Brasile                                                                | 0 – 0                                                                  | Messico                                                                | Mondiali 2014 - 1º turno                                               | -                                                                      | 77’                                                                    |
| 23-6-2014                                                              | Recife                                                                 | Croazia                                                                | 1 – 3                                                                  | Messico                                                                | Mondiali 2014 - 1º turno                                               | -                                                                      | 84’                                                                    |
| 6-9-2014                                                               | Santa Clara                                                            | Cile                                                                   | 0 – 0                                                                  | Messico                                                                | Amichevole                                                             | -                                                                      | 80’ 90’                                                                |
| 9-9-2014                                                               | Denver                                                                 | Bolivia                                                                | 0 – 1                                                                  | Messico                                                                | Amichevole                                                             | 1                                                                      | 67’                                                                    |
| 9-10-2014                                                              | Tuxtla Gutiérrez                                                       | Messico                                                                | 2 – 0                                                                  | Honduras                                                               | Amichevole                                                             | -                                                                      | 77’                                                                    |
| 12-10-2014                                                             | Santiago de Querétaro                                                  | Messico                                                                | 1 – 0                                                                  | Panama                                                                 | Amichevole                                                             | -                                                                      | 35’ 81’                                                                |
| 31-5-2015                                                              | Tuxtla Gutiérrez                                                       | Messico                                                                | 3 – 0                                                                  | Guatemala                                                              | Amichevole                                                             | -                                                                      | 60’                                                                    |
| 3-6-2015                                                               | Lima                                                                   | Perù                                                                   | 1 – 1                                                                  | Messico                                                                | Amichevole                                                             | -                                                                      | 66’                                                                    |
| 7-6-2015                                                               | San Paolo                                                              | Brasile                                                                | 2 – 0                                                                  | Messico                                                                | Amichevole                                                             | -                                                                      | 46’                                                                    |
| 18-6-2015                                                              | Rancagua                                                               | Messico                                                                | 1 – 2                                                                  | Ecuador                                                                | Coppa America 2015 - 1º turno                                          | -                                                                      | 52’ 53’                                                                |
| 25-3-2016                                                              | Vancouver                                                              | Canada                                                                 | 0 – 3                                                                  | Messico                                                                | Qual. Mondiali 2018                                                    | -                                                                      | 60’                                                                    |
| 29-3-2016                                                              | Città del Messico                                                      | Messico                                                                | 2 – 0                                                                  | Canada                                                                 | Qual. Mondiali 2018                                                    | -                                                                      |                                                                        |
| 9-10-2016                                                              | Nashville                                                              | Messico                                                                | 2 – 1                                                                  | Nuova Zelanda                                                          | Amichevole                                                             | -                                                                      | 73’                                                                    |
| 15-11-2016                                                             | Panama                                                                 | Panama                                                                 | 0 – 0                                                                  | Messico                                                                | Qual. Mondiali 2018                                                    | -                                                                      |                                                                        |
| 12-6-2017                                                              | Città del Messico                                                      | Messico                                                                | 1 – 1                                                                  | Stati Uniti                                                            | Qual. Mondiali 2018                                                    | -                                                                      | 53’                                                                    |
| 21-6-2017                                                              | Soči                                                                   | Messico                                                                | 2 – 1                                                                  | Nuova Zelanda                                                          | Conf. Cup 2017 - 1º turno                                              | -                                                                      |                                                                        |
| 29-6-2017                                                              | Soči                                                                   | Germania                                                               | 4 – 1                                                                  | Messico                                                                | Conf. Cup 2017 - Semifinale                                            | 1                                                                      | 62’                                                                    |
| 2-7-2017                                                               | Mosca                                                                  | Portogallo                                                             | 2 – 1                                                                  | Messico                                                                | Conf. Cup 2017 - Finale 3º posto                                       | -                                                                      | 106’                                                                   |
| 23-3-2018                                                              | Santa Clara                                                            | Messico                                                                | 3 – 0                                                                  | Islanda                                                                | Amichevole                                                             | 1                                                                      | 76’                                                                    |
| 29-5-2018                                                              | Pasadena                                                               | Messico                                                                | 0 – 0                                                                  | Galles                                                                 | Amichevole                                                             | -                                                                      | 76’                                                                    |
| 3-6-2018                                                               | Città del Messico                                                      | Messico                                                                | 1 – 0                                                                  | Scozia                                                                 | Amichevole                                                             | -                                                                      | 58’                                                                    |
| 9-6-2018                                                               | Brøndby                                                                | Danimarca                                                              | 2 – 0                                                                  | Messico                                                                | Amichevole                                                             | -                                                                      | 46’                                                                    |
| 27-6-2018                                                              | Ekaterinburg                                                           | Messico                                                                | 0 – 3                                                                  | Svezia                                                                 | Mondiali 2018 - 1º turno                                               | -                                                                      | 65’                                                                    |
| 17-10-2018                                                             | Santiago de Querétaro                                                  | Messico                                                                | 0 – 1                                                                  | Cile                                                                   | Amichevole                                                             | -                                                                      | cap. 58’ 62’                                                           |
| 16-11-2018                                                             | Córdoba                                                                | Argentina                                                              | 2 – 0                                                                  | Messico                                                                | Amichevole                                                             | -                                                                      | 19’ 46’                                                                |
| 10-9-2019                                                              | San Antonio                                                            | Argentina                                                              | 4 – 0                                                                  | Messico                                                                | Amichevole                                                             | -                                                                      | 63’                                                                    |
| Totale                                                                 |                                                                        | Presenze                                                               | 43                                                                     |                                                                        | Reti                                                                   | 9                                                                      |                                                                        |

| Cronologia completa delle presenze e delle reti in nazionale ― Messico olimpica | Cronologia completa delle presenze e delle reti in nazionale ― Messico olimpica | Cronologia completa delle presenze e delle reti in nazionale ― Messico olimpica | Cronologia completa delle presenze e delle reti in nazionale ― Messico olimpica | Cronologia completa delle presenze e delle reti in nazionale ― Messico olimpica | Cronologia completa delle presenze e delle reti in nazionale ― Messico olimpica | Cronologia completa delle presenze e delle reti in nazionale ― Messico olimpica | Cronologia completa delle presenze e delle reti in nazionale ― Messico olimpica |
| Data                                                                            | Città                                                                           | In casa                                                                         | Risultato                                                                       | Ospiti                                                                          | Competizione                                                                    | Reti                                                                            | Note                                                                            |
| ------------------------------------------------------------------------------- | ------------------------------------------------------------------------------- | ------------------------------------------------------------------------------- | ------------------------------------------------------------------------------- | ------------------------------------------------------------------------------- | ------------------------------------------------------------------------------- | ------------------------------------------------------------------------------- | ------------------------------------------------------------------------------- |
| 26-7-2012                                                                       | Newcastle upon Tyne                                                             | Messico olimpica                                                                | 0 – 0                                                                           | Corea del Sud olimpica                                                          | Olimpiadi 2012 - 1°turno                                                        | -                                                                               | 85’                                                                             |
| 29-7-2012                                                                       | Coventry                                                                        | Messico olimpica                                                                | 2 – 0                                                                           | Gabon olimpica                                                                  | Olimpiadi 2012 - 1°turno                                                        | -                                                                               | 76’                                                                             |
| 1-8-2012                                                                        | Cardiff                                                                         | Messico olimpica                                                                | 1 – 0                                                                           | Svizzera olimpica                                                               | Olimpiadi 2012 - 1°turno                                                        | -                                                                               | 79’                                                                             |
| 4-8-2012                                                                        | Londra                                                                          | Messico olimpica                                                                | 4 – 2 dts                                                                       | Senegal olimpica                                                                | Olimpiadi 2012 - Quarti di finale                                               | -                                                                               | 100’                                                                            |
| 7-8-2012                                                                        | Londra                                                                          | Messico olimpica                                                                | 3 – 1                                                                           | Giappone olimpica                                                               | Olimpiadi 2012 - Semifinale                                                     | 1                                                                               | 69’                                                                             |
| 11-8-2012                                                                       | Londra                                                                          | Brasile olimpica                                                                | 1 – 2                                                                           | Messico olimpica                                                                | Olimpiadi 2012 - Finale                                                         | -                                                                               |                                                                                 |
| Totale                                                                          |                                                                                 | Presenze                                                                        | 6                                                                               |                                                                                 | Reti                                                                            | 1                                                                               |                                                                                 |

## Palmarès

### Club
- CONCACAF Champions' Cup/Champions League: 1

Cruz Azul: 2013-2014
- Coppa di Germania: 1

Eintracht Francoforte: 2017-2018
- Primera Divisió: 1

UE Santa Coloma: 2023-2024

### Nazionale
- Gold Cup: 1

2011
- Torneo di Tolone: 1

2012
- Oro olimpico: 1

Londra 2012

### Individuale
- Capocannoniere del Torneo di Tolone: 1

2012 (7 gol)